# Лезиньяк-Дюран
Лезинья́к-Дюра́н (фр. Lésignac-Durand) — коммуна во Франции, находится в регионе Пуату — Шаранта. Департамент — Шаранта. Входит в состав кантона Монтамбёф. Округ коммуны — Конфолан.
Код INSEE коммуны — 16183.
Коммуна расположена приблизительно в 370 км к югу от Парижа, в 90 км южнее Пуатье, в 45 км к северо-востоку от Ангулема.

## Население
Население коммуны на 2008 год составляло 188 человек.
| 1962 | 1968 | 1975 | 1982 | 1990 | 1999 | 2008 |
| ---- | ---- | ---- | ---- | ---- | ---- | ---- |
| 289  | 399  | 352  | 299  | 228  | 184  | 188  |

## Администрация
| Период | Период | Фамилия       | Партия        | Примечания |
| ------ | ------ | ------------- | ------------- | ---------- |
| 1995   | 2008   | Жорж Портежуа |               |            |
| 2008   |        | Мишель Дютей  | Разные правые | фермер     |

## Экономика
В 2007 году среди 101 человека в трудоспособном возрасте (15—64 лет) 70 были экономически активными, 31 — неактивными (показатель активности — 69,3 %, в 1999 году было 60,0 %). Из 70 активных работали 67 человек (41 мужчина и 26 женщин), безработных было 3 (0 мужчин и 3 женщины). Среди 31 неактивных 3 человека были учениками или студентами, 15 — пенсионерами, 13 были неактивными по другим причинам.

## Достопримечательности
- Приходская церковь Сен-Пьер (XIX век), построена по проекту архитектора Поля Абади
  - Скульптурная группа «Пьета» (XVII век; дерево). Исторический памятник с 1995 года[3]

## Фотогалерея

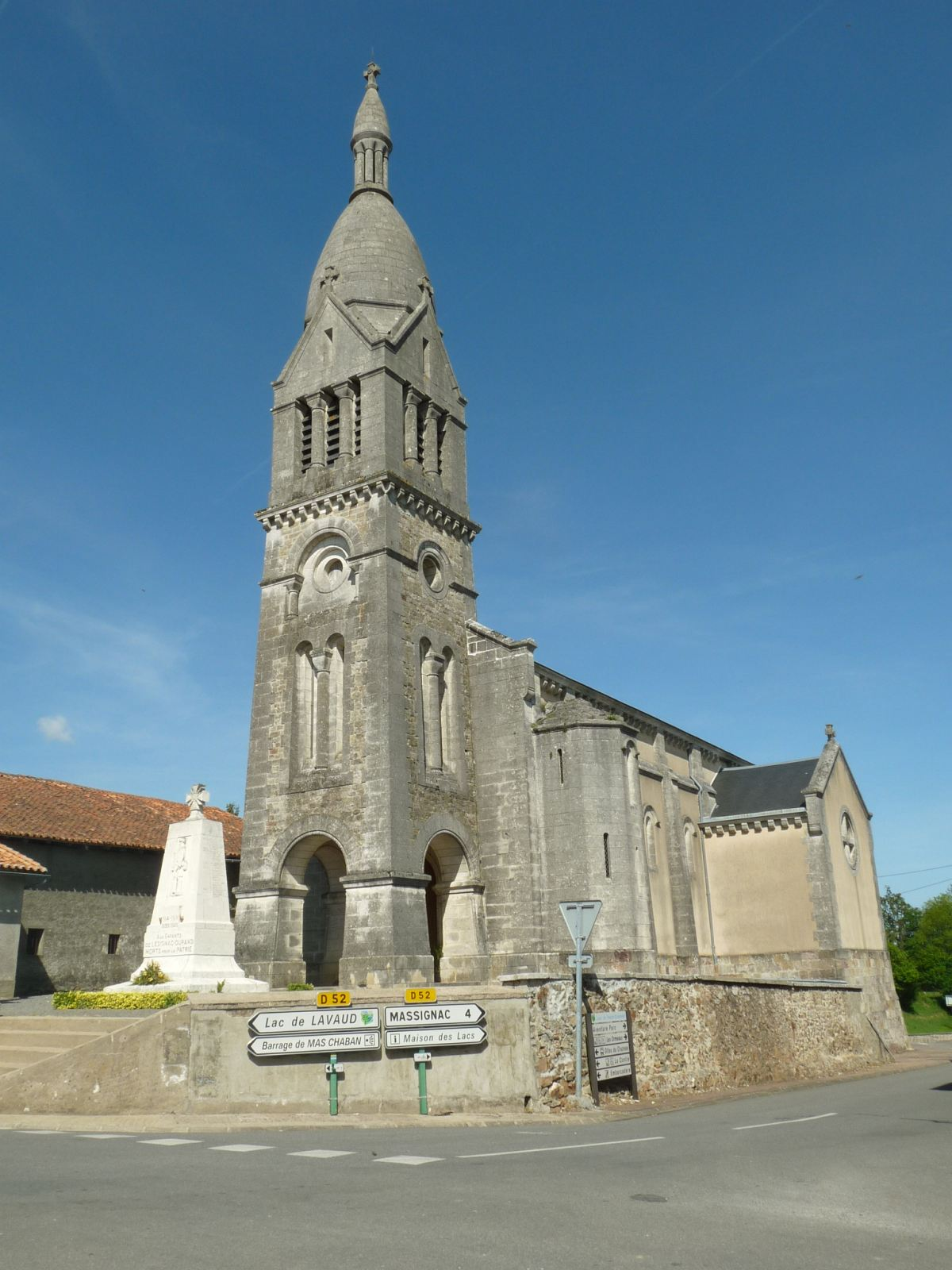
Церковь Сен-Пьер
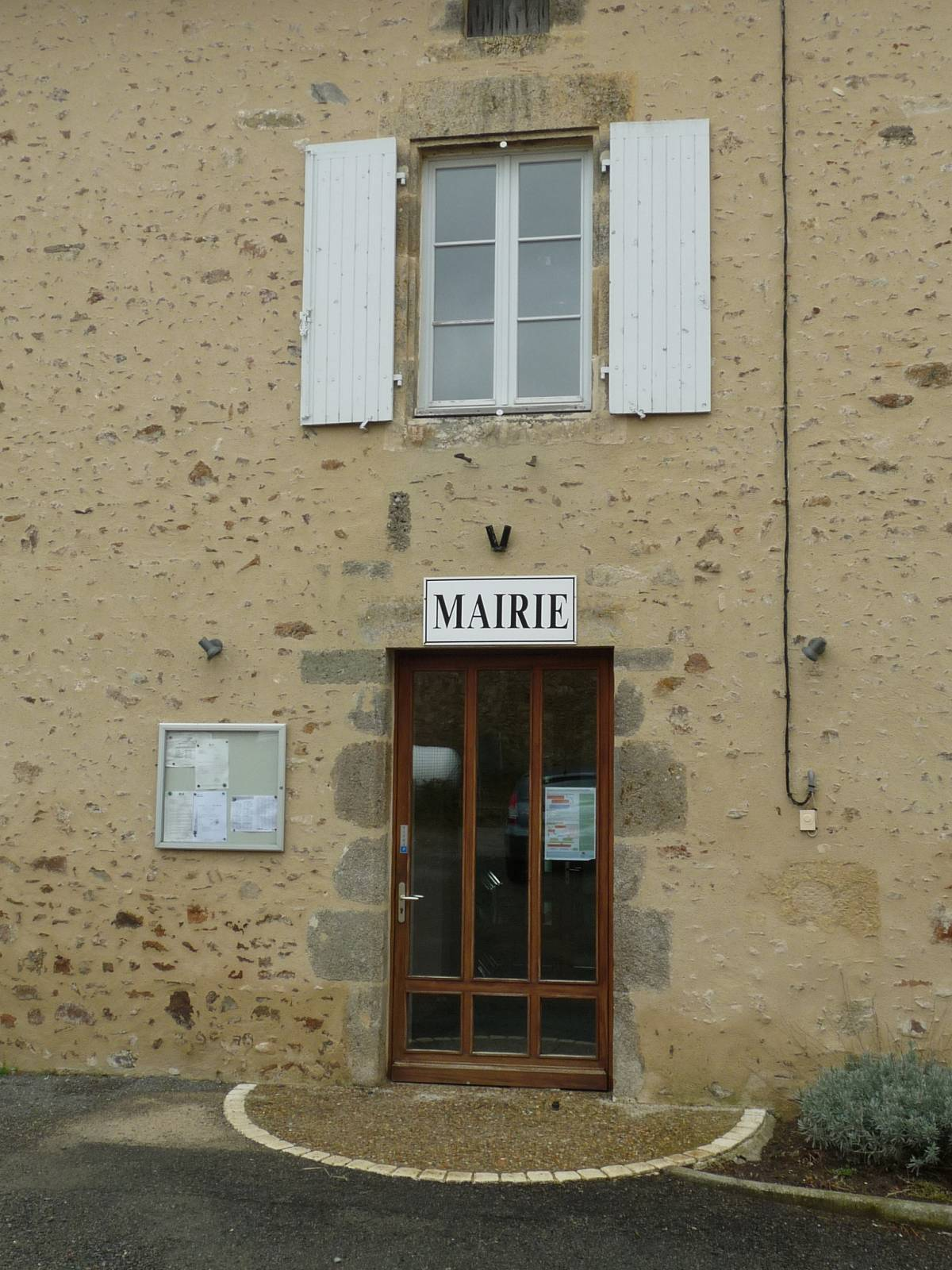
Мэрия
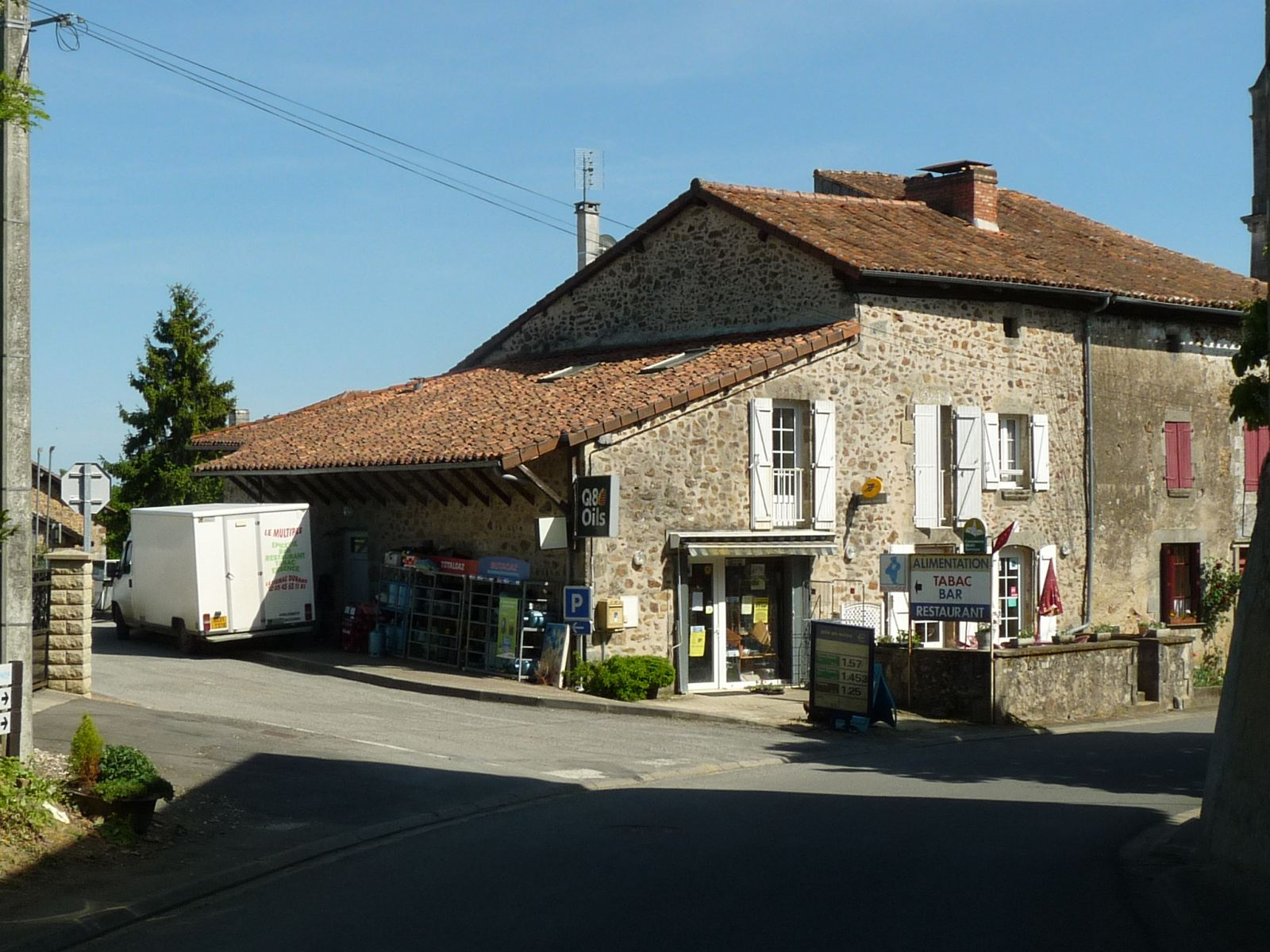
Ресторан